# Droga krajowa B59 (Austria)
Droga krajowa B59 (Eisenstädter Straße)  - droga krajowa we wschodniej Austrii. Krótka arteria łączy autostradę A3 z centrum Eisenstadt. 